# Federico Huesca y Madrid
Federico Huesca y Madrid (Madrid, 1841-Madrid, 1909) fue un abogado, escritor y diplomático español.

## Biografía
Nacido en Madrid en 1841, tuvo la categoría de ministro residente y desempeñó varias veces el cargo de gobernador y el de director del Boletín de la Propiedad Intelectual e Industrial. En 1878 publicó, junto a Felipe Benicio Navarro, Juan Borrel y Alcalá Galiano, una revista titulada Gaceta del Sport, primera en su género en España, que se refundió en El Campo, de Albareda. También colaboró sobre estos temas, su especialidad, en El Imparcial y El Liberal, La Ilustración Española, ABC (1903); y sobre diplomacia, administración y literatura en otros periódicos, entre ellos El Progreso Agrícola y Pecuario (1897). Hacia 1903 era redactor de Gente Vieja y colaborador de la Revista de Prisiones, en su carácter de vocal de la Junta de Prisiones. Falleció en su ciudad natal en  1909.
Fue vocal de la Asamblea Suprema de la Orden de Isabel la Católica, consejero de Agricultura y académico correspondiente de la Real Academia Sevillana de Buenas Letras. Fue condecorado con grandes cruces de diversas órdenes, españolas y extranjeras. La importancia de su obra residió en sus trabajos literarios consagrados al sport y sus estudios sobre cría caballar, entre otros, destacando Ossorio y Bernard en especial su Diccionario Hípico y del Sport, publicado en 1881.